# Dambudzo Marechera
Charles William Dambudzo Marechera, född 4 juni 1952 i Vengere, Rhodesia död 1987, var en zimbabwisk roman- och novellförfattare samt poet.

## Biografi
Marechera föddes i en fattig familj i slumområdet Vengere utanför staden Rusape som tredje barn till Isaac, assistent till en lastbilschaufför, och Masvotwa, barnskötare på ett dagis för vita barn och tvätterska åt vita hushåll. Totalt utgjordes familjen av 11 personer, fadern avled i en bilolycka när Marechera var 13 år.
Hans uppväxt präglades av den sociopolitiska  miljön – "en allt våldsammare kollision mellan en nationalistisk rörelse som kräver majoritetsstyre, och en rabiat rasistisk minoritetsregim som strävar efter att upprätthålla segregation i bostäder och hålla strikt kontroll". Denna rörelse märktes även i skolan, St. Augustines mission, där han undervisades enligt den koloniala läroplanen. Han klarade skolan, men i mitten på 1960-talet drabbades han av hallucinationer och förföljelsemani. Under den tiden skrev han också första boken The house of hunger. Han fick stipendium för att studera vid University of Rhodesia 1972, men blev avstängd året därpå efter att ha deltagit i protester mot regimen. Han fick dock professorerna rekommendationer och ett nytt stipendium, denna gång till Oxford University. Hans tid i England präglades dock av hans drickande och 1976 blev han relegerad även därifrån.

### På svenska
- Ensamhetens hud. Skellefteå. 2011. Libris 12118170. ISBN 9789173270656

- Till ett annat liv. Lund. 2004. Libris 9528560. ISBN 9172470844